# Selenophorus pubifer
Selenophorus pubifer är en skalbaggsart som beskrevs av Jules Putzeys. Selenophorus pubifer ingår i släktet Selenophorus och familjen jordlöpare. Inga underarter finns listade i Catalogue of Life.